# Kodeks karny skarbowy
Kodeks karny skarbowy – polska ustawa uchwalona 10 września 1999, kodeks. Ustawa weszła w życie 17 października 1999.
Kodeks karny w zakresie prawa karnego skarbowego. Stanowi podstawowy i jedyny akt prawny regulujący kwestię odpowiedzialności za przestępstwa skarbowe i wykroczenia skarbowe.

## Zawartość kodeksu karnego skarbowego
Kodeks karny skarbowy składa się z 3 tytułów.
- Tytuł I: Przestępstwa skarbowe i wykroczenia skarbowe
  - Dział I: Część ogólna
  - Dział II: Część szczególna
- Tytuł II: Postępowanie w sprawach o przestępstwa skarbowe i wykroczenia skarbowe
  - Dział I: Przepisy wstępne
  - Dział II: Pociągnięcie do odpowiedzialności za zgodą sprawcy
  - Dział III: Postępowanie przygotowawcze
  - Dział IV: Postępowanie przed sądem
  - Dział V: Postępowanie nakazowe
  - Dział VI: Postępowanie w stosunku do nieobecnych
- Tytuł III: Postępowanie wykonawcze w sprawach o przestępstwa skarbowe i wykroczenia skarbowe
  - Dział I: Część ogólna
  - Dział II: Część szczególna

Działy dzielą się na rozdziały, a niektóre rozdziały dzielą się na oddziały.